# Рудівська сільська рада (Сватівський район)
Рудівська сільська рада — колишній орган місцевого самоврядування у Сватівському районі Луганської області з адміністративним центром у с. Рудівка.

## Загальні відомості
Історична дата утворення: в 1926 році.

## Населені пункти
Сільській раді підпорядковані населені пункти:
- с. Рудівка
- с. Андріївка

## Склад ради
Рада складається з 12 депутатів та голови.